# ویکی ریکتر
ویکی ریکتر (به انگلیسی: Vicki Richter) بازیگر پورنوگرافی تراجنسیتی آمریکایی است.
او یک زن ترنس است.

## جایزه‌ها
- ۲۰۰۵ جایزه ای‌وی‌ان٫ برنده جایزه بازیگر تراجنسی سال
- ۲۰۰۶ جایزه ای‌وی‌ان٫ نامزد دریافت جایزه بازیگر تراجنسی سال
- ۲۰۰۹ جایزه ای‌وی‌ان٫ نامزد دریافت جایزه بازیگر تراجنسی سال
- ۲۰۰۹ جایزه ترنی٫ برنده جایزه بهترین بازیگر تراجنسی